# Канасаевка
Канасаевка — река в России, протекает по Николаевскому району Ульяновской области. Устье реки находится в 113 км по левому берегу реки Сызранка. Длина реки составляет 14 км.

## Данные водного реестра
По данным государственного водного реестра России относится к Нижневолжскому бассейновому округу, водохозяйственный участок реки — Сызранка от истока до города Сызрань (выше города). Речной бассейн реки — Волга от верховий Куйбышевского водохранилища до впадения в Каспий.
Код объекта в государственном водном реестре — 11010001312112100008960.